# 마놀로 가비아디니
마놀로 가비아디니(이탈리아어: Manolo Gabbiadini, 1991년 11월 26일, 칼치나테 ~ )는 이탈리아의 축구 선수로, 현재 UAE 프로리그의 알나스르에서 공격수로 뛰고 있다. 이탈리아의 여자 축구 선수인 멜라니아 가비아디니의 남동생이기도 하다.